# تپه چغا شیرین
تپه چغا شیرین مربوط به هزاره دوم قبل از میلاد است و در شهرستان شوشتر، روستای عین نگار واقع شده و این اثر در تاریخ ۲۲ آذر ۱۳۵۵ با شمارهٔ ثبت ۱۳۰۰ به‌عنوان یکی از آثار ملی ایران به ثبت رسیده است.